# Passo Anaktuvuk
Il passo Anaktuvuk (670,6 m s.l.m.) è un passo di montagna situato nel nord dell'Alaska, nel Borough di North Slope. Il passo si trova sui Monti Brooks in corrispondenza dello spartiacque continentale. Separa le valli del fiume Anaktuvuk (affluente del Colville che sfocia nel Mare di Beaufort), da quella del fiume John (affluente del Koyukuk che sfocia nello Yukon e quindi nel Mare di Bering). Nel passo è situato il villaggio di Anaktuvuk Pass con circa 300 abitanti, dove vivono i Nunamiut, l'unico vero gruppo eschimese dell'Alaska.
È una delle località più fredde dell'Alaska insieme a Barrow e altre città. Le temperature scendono fino oltre i -50 °C.